# Kloosterkapel (Sijbrandahuis)
De Kloosterkapel is een kerkgebouw in Sijbrandahuis in de Nederlandse provincie Friesland. De kerk is een rijksmonument en is eigendom van Stichting Alde Fryske Tsjerken.

## Geschiedenis
De eenbeukige kloosterkapel is gebouwd rond 1300. Het is vermoedelijk ontstaan als uithof van het klooster Klaarkamp bij Rinsumageest. In het koor van het kerkje bevindt zich de grafkelder van de familie Tjaerda van Starkenborch, waarvan nog een boerderij staat. In de 16e eeuw heeft men de kerk een travee ingekort en de koepelgewelven gesloopt. In de geveltoren uit de 19e eeuw hangt een klok met het opschrift Soli Deo Gloria Steen en Borchardt fudunt Enchusae 1756. In 1977 is de kerk gerestaureerd naar plannen van R. Kijlstra.